# Magdalena Gueorguieva
Magdalena Gueorguieva (búlgar: Магдалена Стоянова Георгиева)  (Brestovitsa, 7 de desembre de 1962) és una remadora búlgara, ja retirada, que va competir durant la dècada de 1980.
El 1988 va prendre part en els Jocs Olímpics d'Estiu de Seül, on va guanyar la medalla de bronze en la prova de scull individual del programa de rem.
En el seu palmarès també destaquen cinc medalles al Campionat del món de rem, una d'or, una de plata i tres de bronze, entre les edicions de 1985 i 1989